# 10405 Yoshiaki
10405 Yoshiaki è un asteroide della fascia principale. Scoperto nel 1997, presenta un'orbita caratterizzata da un semiasse maggiore pari a 2,4091906 UA e da un'eccentricità di 0,1933190, inclinata di 1,49827° rispetto all'eclittica.
L'asteroide è dedicato a Yoshiaki Mogami (1546-1614), comandante militare giapponese che combatté una battaglia decisiva per i Tokugawa nel 1600.